# Bergerfurth
Bergerfurth ist ein Ortsteil der Hansestadt Wesel am Niederrhein. Er liegt am nordwestlichen Rand des Stadtgebiets, gehört zum Stadtteil Bislich und hat 117 Einwohner (Stand Dezember 2023).

## Geographie
Bergerfurth liegt fernab der Weseler Innenstadt zwischen einem größeren Waldgebiet östlich/südöstlich des Ortes und mehreren westlich gelegenen Baggerseen. Durch das kleine Dorf führt die Bundesstraße 8 (unter dem Namen Landesstraße 7), welche direkt nördlich des Ortsausgangs das Weseler Stadtgebiet Richtung Mehrhoog (Stadt Hamminkeln) verlässt. Weitere Nachbarorte sind Hamminkeln im Westen, Diersfordt im Süden und Bislich im Südwesten. Auch zwischen Bergerfurth, Bislich und Diersfordt liegt eine Reihe von Baggerseen, darunter der Diersfordter Waldsee. An das Busnetz ist Bergerfurth durch die Linie 63 angebunden. Diese hält im Ort und führt in die eine Richtung über Diersfordt und Flüren nach Wesel, in die andere Richtung über Mehrhoog nach Empel bei Rees.

## Geschichte
Westlich des heutigen Ortes bestand im Spätmittelalter eine Art kleine Burg oder ein Rittergut, das 1364 erstmals erwähnt wurde. Durch Erwähnungen des Gebäudes sind historische Bezeichnungen des Ortes erhalten: Bargervoert (1364), Bergervuyrtt (1482), Bergerfuyrt (1510). Verwaltet wurde es früher als Teil des Kirchspiels Bislich, aus dem später die Gemeinde Bislich hervorging. 1868 wurde in Bergerfurth eine Kapelle gebaut, die den Namen St. Aloysius nach Aloisius von Gonzaga erhielt. Sie wurde 1897 erweitert und erhielt 1898 den Status einer Rektoratskirche.
Im Zweiten Weltkrieg lag Bergerfurth bei der Operation Varsity in der Absprungzone A der britischen 3. Luftlande-Brigade und war am 24. März 1945 zwischen britischen und deutschen Truppen schwer umkämpft.
Durch die Kiesbaggerei und die Anlegung von Baggerseen veränderte sich die Landschaft rund um den Ort ab der zweiten Hälfte des 20. Jahrhunderts. 2015 wurde ein Flächennutzungsplan beschlossen, der die Nutzung der Wasserflächen vereinfacht und Freizeit und Tourismus fördern soll.